# KDE PIM
KDE PIM（kdepim）は、KDEのパッケージの1つで、PIMツール群を格納している。

## ソフトウェア一覧
- Akregator – フィードリーダ
- KMail – KDEの公式電子メールクライアント
- KAddressBook – 住所録フロントエンド
- KOrganizer – カレンダーおよび予定表プログラム
- KonsoleKalendar – KDEカレンダーへのコマンド行インタフェース
- KPilot – Palm Desktop ソフトウェアの代替
- Kandy – 携帯電話とコンピュータ間で、電話帳や予定表のデータ同期を行う。なお、Kandy は既に古く、OpenSyncが代替とされている
- KArm – KOrganizer のTODOリストと連携するタイムトラッカー
- KNotes – デスクトップ上のメモ
- KAlarm – 個人用アラーム。メッセージ、コマンド、電子メールのスケジューラ
- KNode – ネットニュースクライアント
- Kontact – KDE PIM アプリケーション群を1つにまとめたもの
- KJots – アウトラインプロセッサ